# Санта-Марія-делла-Салюте
Собор Санта-Марія-делла-Салюте (італ. Basilica di Santa Maria della Salute) — собор у Венеції на Гранд-каналі в районі Дорсодуро. Виконаний у стилі бароко і є одним із архітектурних шедврів бароко. Розташовується навпроти Палацу дожів.
Побудована на честь позбавлення міста від епідемії чуми 1630—1631 років, яка забрала близько 100 000 життів, що становило більше ⅓ населення міста.
1631 року молодий архітектор Бальдассаре Лонґена приступив до будівництва з схвалення Великої Ради і дожа Ніколо Контаріні. Будівництво продовжувалося більш за півстоліття, і закінчилося в 1681 році. А освячений собор був після смерті архітектора.
За даними, що збереглися, для фундаменту церкви було використано більше мільйона дерев'яних балок, з них більше 100 000 було забито в дно як палі.
Так само, як і в церкві Іль-Реденторе, в соборі Санта-Марія-делла-Салюте щорічно служили месу на знак позбавлення від чуми. 21 листопада влаштовували свято Феста делла Салюте, аналогічним чином, від Палацу дожів до собору створювали понтонний міст.